# Nomenclatura de vaixells antics

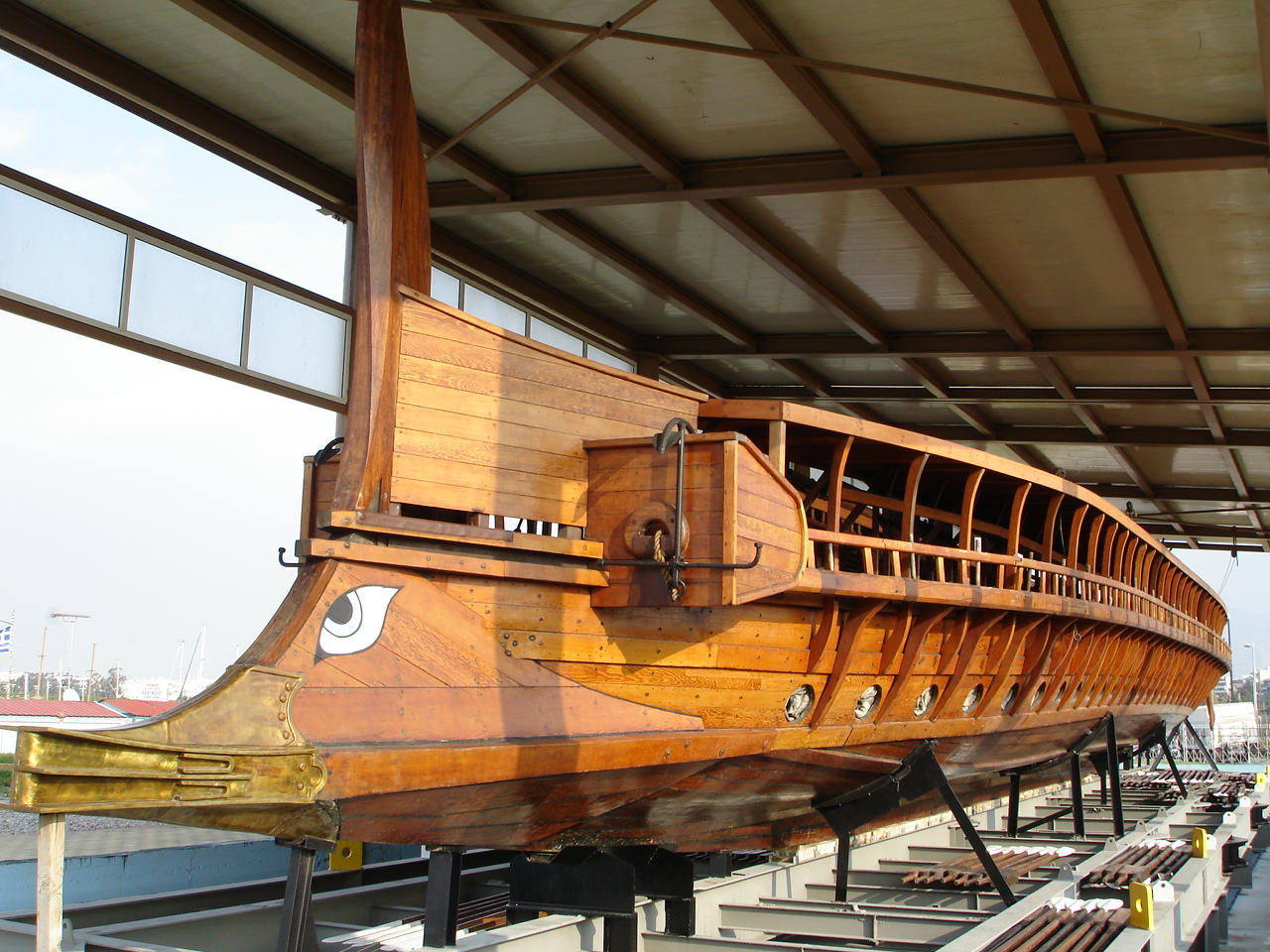
Una reconstrucció moderna d'una trirrem: Olympias, de la marina grega

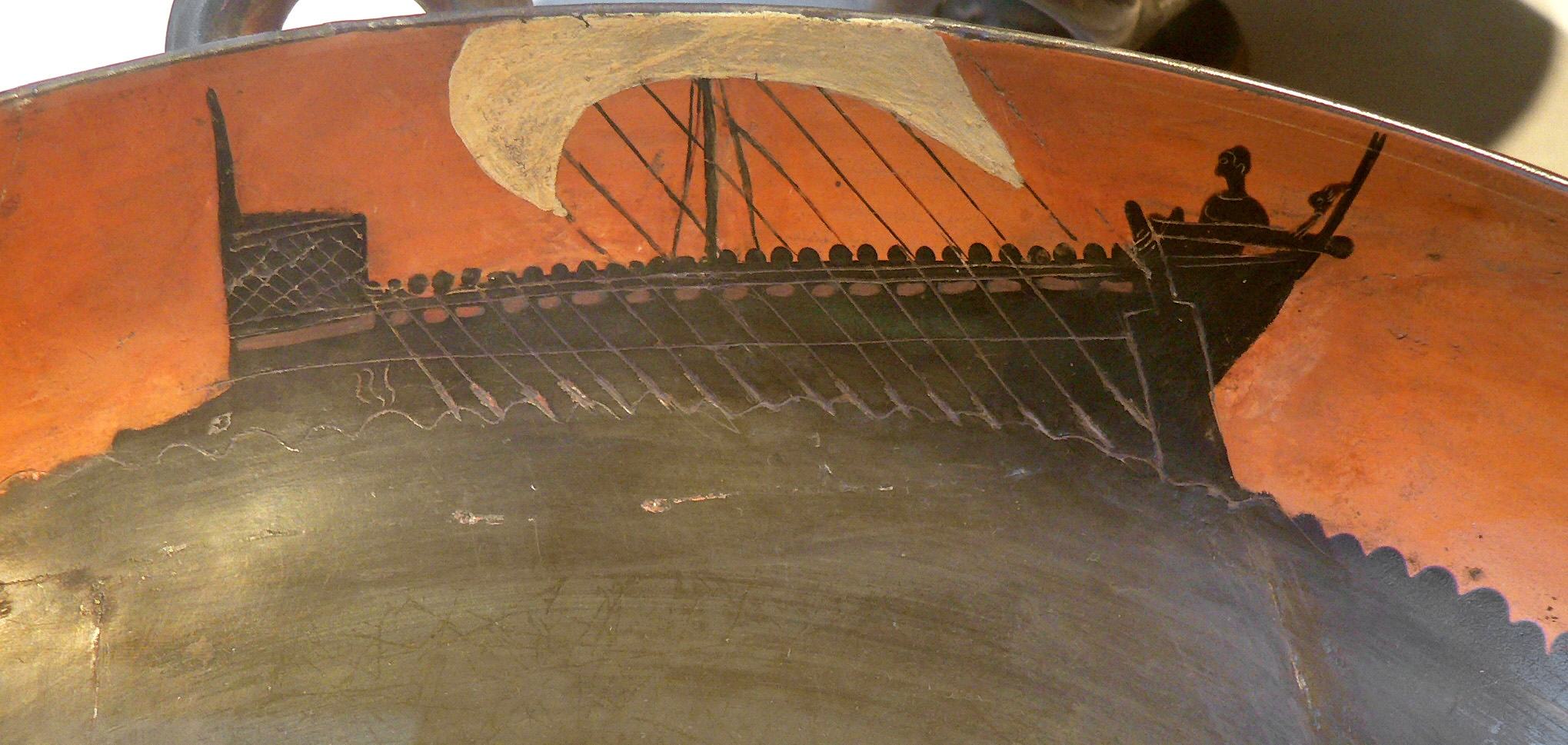
Pentecònter pintat en un cílix a la BNF.

Una nomenclatura de vaixells antics que reculli els diferents noms de les naus i embarcacions menors pot ser útil en estudis històrics i literaris relacionats amb la nàutica. En les cròniques de guerres, batalles navals i altres fets marítims s'esmenten sovint embarcacions amb termes que no són del domini popular. Disposar d'una relació centralitzada pot resultar pràctic per a persones interessades en el tema.

## Antiga Grècia
- Eikosoros (20 rems)
  - Un altre significat general.[1][2]
- τριακόντορος. Triakontoros (30 rems).[3]
- Pentecònter. Πεντηκόντορος. Pentekontoros (50 rems).
- Hemiolia.[4]
- Trihemiolia. τριημιολία.[5]
- Myoparo.[6][7][8]
- Trieres. Triērēs (τριήρης, plural τριήρεις). Vegeu trirrem.[9][10]
- τετρήρεις (quadriremis), Quadrirrem
- πεντήρεις (quinqueremis), Quinquerrem
- εξήρεις (hexaremis)
- επτήρεις (septiremis)
- οκτήρεις (octiremis)
- εννήρεις (noniremis)
- δεκήρεις (deciremis)

### Casos rars
- Camara.[11]
- Thalamegos (θαλαμηγός).[12][13]

### Expressions relacionades amb vaixells
- Aphractos.[14]
- Cataphractos.[15]
- Diekplous.[16]
- Periplous.[17]
- Nauarkos[18]
- Kubernetes. Vegeu Cibernètica

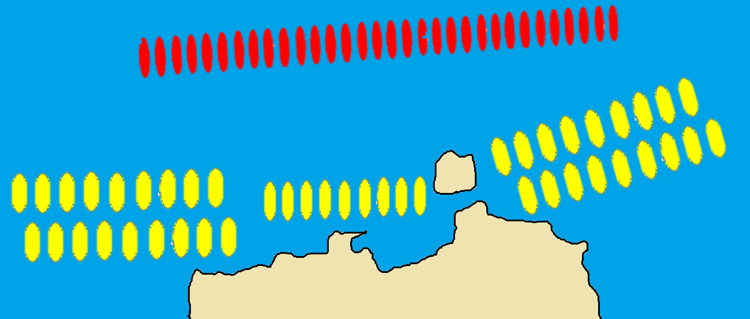
Batalla naval de les Arginuses. L'estol atenenc va formar en una posició poc habitual per tal d'evitar el diekplous

- Keleustes. Celeustes. Equivalent del còmit.[19]
- Auletes[20]

## Antiga Roma

### SegonsAulus Gel·li
- gauli[21]
- corbitae[22]
- caudiceae[23]
- longae[24]
- hippagines[25]
- cercuri; cercurus-cercuri.[26][27][28]

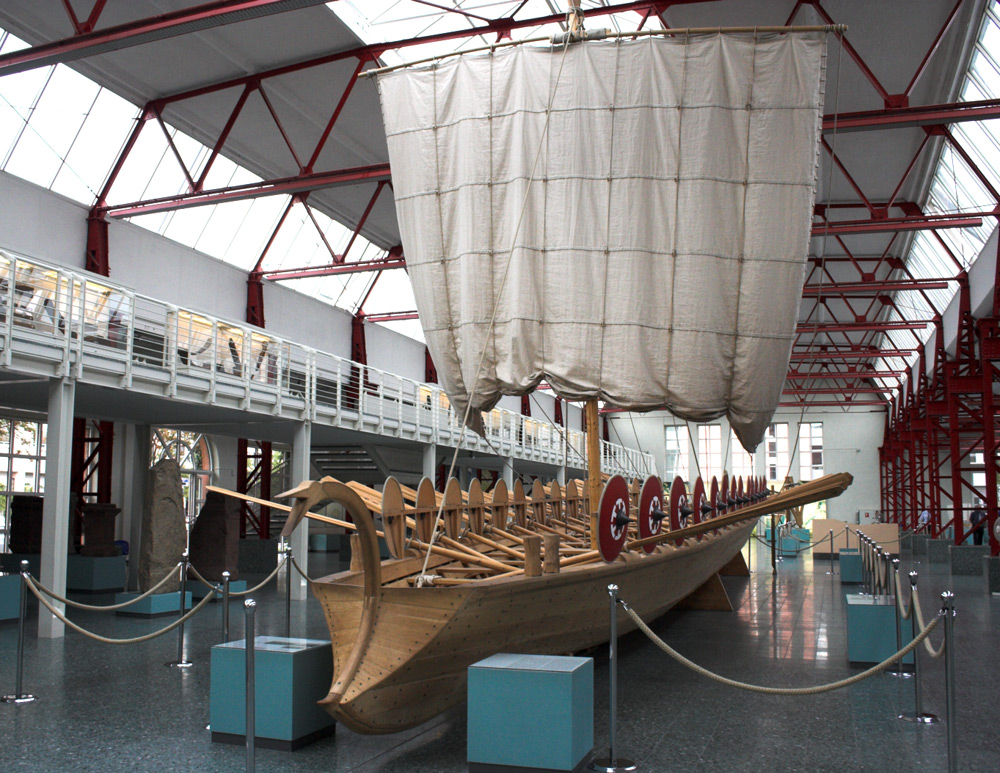
Reproducció moderna d'una “navis lusoria”.

- celoces vel, ut Graeci dicunt, cel·letes
  - celox.[29][30]
- lembi
  - Lembus.[31]
- oriae
  - oria[32]
- lenunculi[33][34]

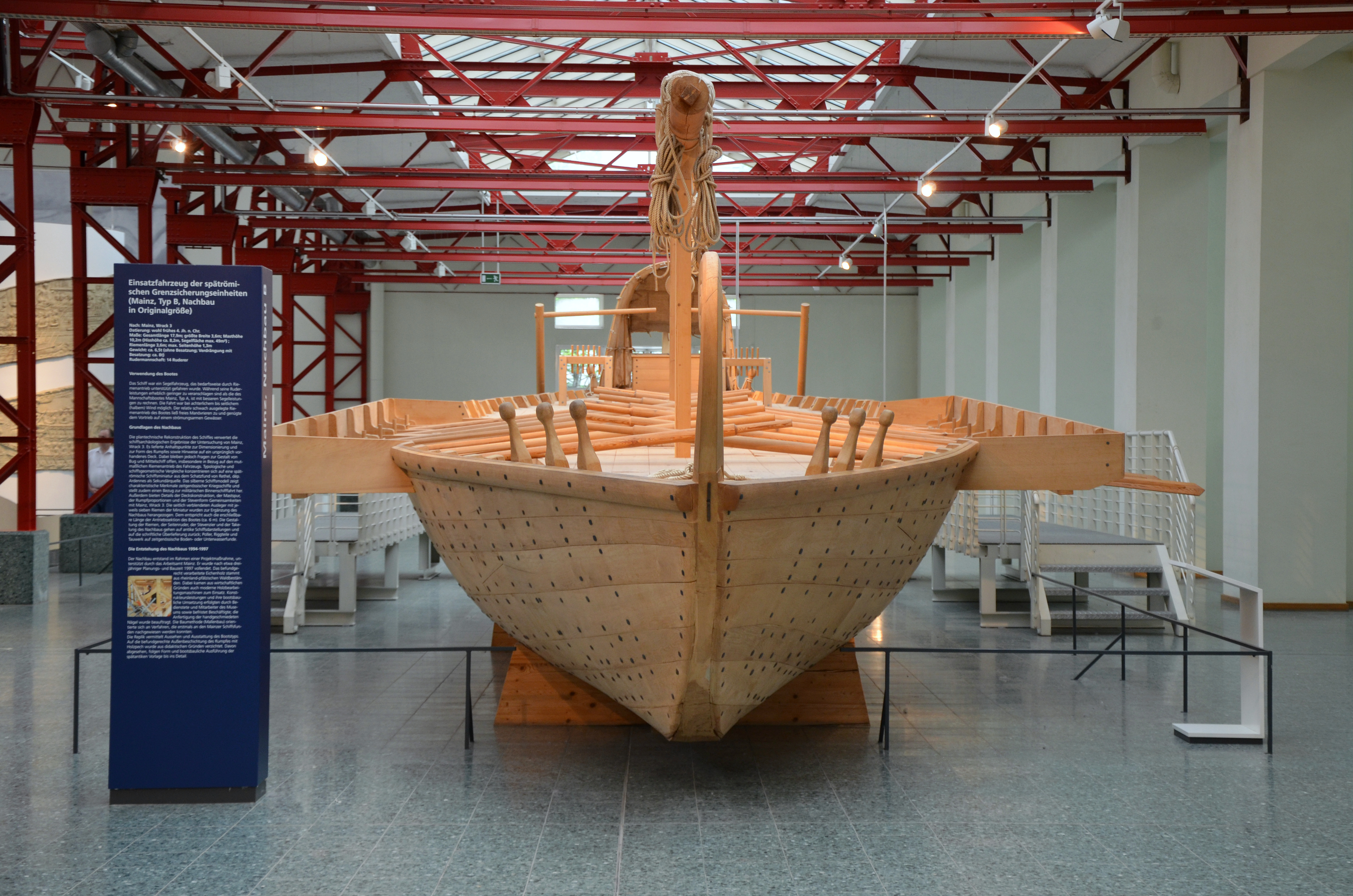
Reproducció moderna d'una “navis actuaria”.

- actuariae, quas Græci ἐπικάτους vocant vel ἐπιθάτιόχς
  - En singular "navis actuaria".[35]
- prosumiæ, vel geseoretæ, vel horiolæ[36]
- stlatæ[37]
- scaphæ
  - "Scapha" indica generalment la barca auxiliar d'un vaixell.[38]
- pontones[39][40]
- vætitiæ[41]
- hemioliæ (vegeu naus gregues)
- phaseli
  - Phaselus.[42]
- parones[43]
- myoparones
- caupuli[44]
- camaræ
  - Camara[45]
- placidæ
- cydarum[46]
- ratariae
  - Rataria. Vaixells semblants a rais.[47][48]
- catascopium[49]

### SegonsJuli Pòl·lux
La seva obra conservada, Onomasticon, fou escrita en grec. A continuació es presenta la terminologia d'una traducció llatina.

#### Terminologia basada en uns comentaris de l'obra de Charles Vallencey (1786)
- Praetoria seu turrita[52]
- Rostratae
  - Rostrata: nau amb esperó
- Tectae 
  - Navis tectae: naus amb coberta.[53]
- Liburnicae. Vegeu Liburna.[54]
- Onerariae
- Caudicae. Vegeu caiuc.
  - Segons Isidor de Sevilla es construïen d'un únic tronc buidat i podien transportar entre quatre i deu persones.[55]
- Cursoriae
  - Navis cursoria. L'adjectiu “cursoria” indica, segons alguns autors, una nau ràpida. També designava embarcacions fluvials que feien trajectes regulars amb funcions de correu i transport de passatgers.[56]
- Custodiarae
- Speculiatoriae 
  - Navis speculatoria. Nau lleugera per a espiar i descobrir l'enemic.[57]
- Tabellariae 
  - Navis tabellaria.[58]
- Exeres[59]
- Schediae[60]
- Epibates
  - Epibates vaixell?
  - Epibates guerrer naval. Vegeu Epibates.[61]

#### Terminologia d'una traducció llatina de l'obra original
Text en grec i llatí.
- Navigium
- Navis
- Navis oneraria
- Scapha
- Navis decem millia hominum vehens
- Centiremis
- Quinquaginta remis instructa
- Triginta remos habens
- Viginti adornata remis
- Actuaria
- Septiremis
- Triremis
- Biremis,
- Uniremis
- Navigia longa
- Naves acutæ
- Piscatoriae
- Cymbulae
- Lembi
  - Lembus.[63]
- Cydari
- Cydali
- Gauli
- Celoces
- Cymbae
- Cercuri
- Piraticae naues
- Naves trajectoriae vel pontones
- Marina
- Dicroton
- Navis utrinque agitata; Utrinque remis instructa
- Media
- Scapha
- Linter et Ptolemæi Nauis quindecim habens remorum ordines, et Antigoni tria vela habens. Dicitur vero navis velox, velociter incedens
- Naves cursoriae, iuxta Aristophanem: tum et gravis navis,
- Frumentaria,
- Armigera,
- Militaris,
- Hippagogæ
- Oneraria
- Onusta
- onerarium navigium
- iuxta Thucydidem
- Portatorium et piratica
- Homerus etiam navuim vocat multijugem
- Sunt et Lybicae naves, quas arietes, hircosquoe vocitant, unde verisimile videtur et Taurum illum Europae raptorem huius modi navim fuisse.
- Nauis præmissa, vel naves speculatoriae.
- Sed et naves currus marinos et vehicula marina vocare licebit.

### Segons elmosaicd'Althiburos(Tunísia)

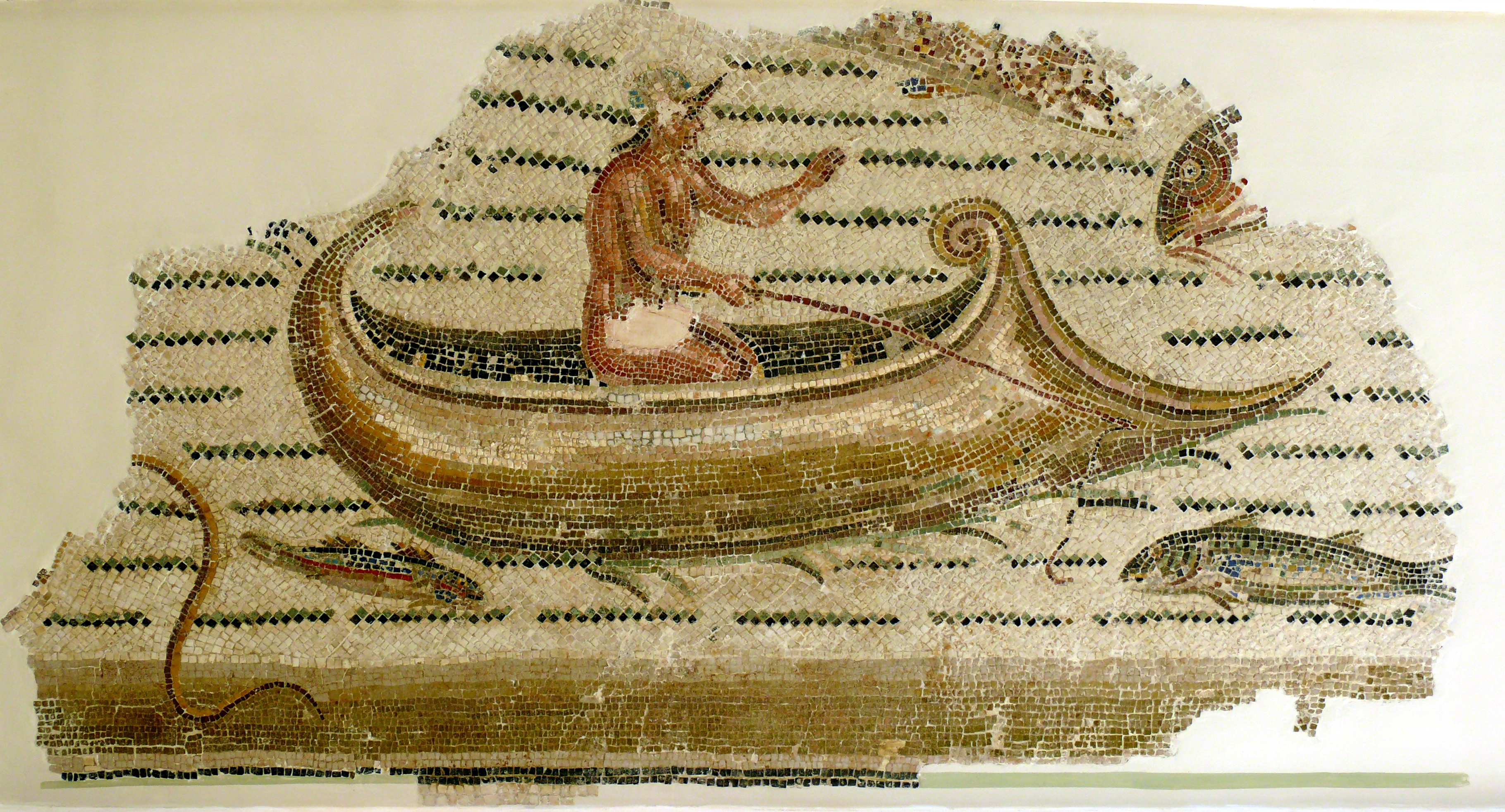
Pescador en una barca. Sussa (c 250 dC).

El mosaic indicat mostra vint-i-cinc vaixells del segle ii. Cada vaixell té unes dimensions entre 70 i 110 cm. En vint-i-dos casos hi figura el nom. Les formes generals de cada embarcació estan representades amb cert detall malgrat la desproporció de les figures. Un fet a destacar és la preponderància de les rodes de proa formant un angle negatiu i alguns models amb espill de popa.

### Segons Isidor
El llibre XIX de les Etimologies d'Isidor de Sevilla tracta de vaixells: Liber XIX. De navibus, aedificiis et vestibus.

## Vaixells medievals
Els vaixells medievals mediterranis foren tractats per Antoni de Capmany. Algunes obres de Auguste Jal permeten consultar, amb gran detall i precisió, tota la terminologia de vaixells antics (també els termes catalans).

### Vaixells del'Imperi Romà d'Orient
- ”Karabos”. Documentats a partir del segle x. A vegades referits a les naus viking de l'estol imperial romà d'Orient.
- Dromon
- Pàmfil

### Vaixells àrabs mediterranis
Hi ha dos tipus de vaixells àrabs esmentats a partir del segle X:
- el “qarib” (probablement derivat del grec “”karabos”)[70]
- el “markab”[71]